# 10720 Danzl
10720 Danzl è un asteroide della fascia principale. Scoperto nel 1986, presenta un'orbita caratterizzata da un semiasse maggiore pari a 2,1788883 UA e da un'eccentricità di 0,1426150, inclinata di 3,13878° rispetto all'eclittica.
L'asteroide è dedicato all'astronoma statunitense Nichole M. Danzl.